# سلالات الارانب
أرنب لوب:
من المعروف أن الكثير من الأرانب لها آذان كبيرة مرتفعة، إلا أن آذان الأرانب من سلالة لوب منخفضة، ومتدلية، وتتميز هذه السلالة بطبيعتها اللطيفة، والهادئة، ولها (19) نوعًا أبرزها الأمريكي الغامض، والصغير، والهولندي، والإنجليزي، والفرنسي. يتراوح وزن الأرنب من نوع اللوب الهولندي بين (2-3) أرطال، بينما يتراوح وزن اللوب الفرنسي بين (10-13) رطلًا، وكان أقدم أنواع هذه السلالة هو اللوب الإنجليزي؛ الذي ظهر للمرة الأولى في إنجلترا في منتصف القرن التاسع عشر، وغدا حيواناً أليفاً للأثرياء في العصر الفيكتوري